# Лунин, Николай Акимович
Николай Акимович Лунин (1901, Севастополь, Таврическая губерния — сентябрь 1942, Крымская АССР) — советский партийный работник. Член ВКП(б) с 1922 года. Во время Великой Отечественной войны участвовал в партизанском движении.

## Биография
Родился в 1901 году в Севастополе в рабочей семье. С марта 1917 года работал на Севастопольском морском заводе. С началом революционных события в городе присоединился к большевикам. В составе красногвардейских рабочих отрядов участвовал в подавлении крымскотатарских сил. Занимался охраной складов, тоннелей и мостов.
После окончания гражданской войны находился на партийной работе. В 1921 году вступил в ВЛКСМ, а в 1922 году — в ВКП(б). В январе 1921 году Лунин был избран секретарём комсомольской организации Корабельного района. С сентября 1922 по апрель 1924 год являлся секретарём Севастопольского окружкома комсомола. Входил в президиум Крымской окружной комиссии Российского коммунистического союза молодёжи.
В апреле 1924 года по направлению Центрального комитета Российского Ленинского коммунистического союза молодёжи стал секретарём Тамбовского губкома РЛКСМ. В октябре 1925 года переведён на аналогичную позицию в ЦК комсомола Узбекистана. С 1931 по 1933 год участвовал в строительстве Магнитогорска. После этого, с 1933 по 1937 год на различных партийных должностях трудился в Москве. Делегат V (1922), VI (1924), VII (1926), VIII (1928) съездов комсомола. На VII съезде ВЛКСМ избран членом ЦК ВЛКСМ.
В декабре 1937 года из-за ухудшения здоровья переехал в Алушту. Являлся председателем Алуштинского городского совета, секретарём парткома совхоза, заведующим отделом Алуштинского РК ВКП(б).
С начала Великой Отечественной войны в составе 15-го Алуштинского истребительного батальона, в октябре 1941 года вступил в Алуштинский партизанский отряд. Был избран секретарём партийной организации отряда. Был направлен из отряда на подпольную работу, погиб в сентябре 1942 года недалеко от Симферополя, не дойдя до места назначения.

## Семья
- сын Август Николаевич (1921, Тамбов - 7.09.1943) - сержант Красной армии, погиб в 1943 году под Новороссийском[2].

## Память
По инициативе городской комсомольской организации к 50-летию ЛКСМ Украины 26 августа 1969 года северная часть улицы Либкнехта (после перекрёстка с улицей Рабочей) в Нахимовском районе Севастополя выделена в самостоятельную и названа именем Николая Лунина. Дом № 26 принадлежал семье Луниных, где Николай Акимович провёл детство.